# Abdullah Radif
Abdullah bin Hadi bin Jaber Radif (arab. ‏عبدالله رديف‎; ur. 21 stycznia 2003 w Rijadzie) – saudyjski piłkarz, występujący na pozycji napastnika w saudyjskim klubie Asz-Szabab Rijad oraz w reprezentacji Arabii Saudyjskiej. Uczestnik Pucharu Azji 2023 oraz Igrzysk Azjatyckich 2022.

## Statystyki

### Klubowe
Na podstawie:
| Klub             | Sezonów | Liga                      | Liga  | Liga   | Puchar krajowy | Puchar krajowy | Kontynentalne | Kontynentalne | Suma  | Suma   |
| Klub             | Sezonów | Liga                      | Mecze | Bramki | Mecze          | Bramki         | Mecze         | Bramki        | Mecze | Bramki |
| ---------------- | ------- | ------------------------- | ----- | ------ | -------------- | -------------- | ------------- | ------------- | ----- | ------ |
| Al-Hilal         | 3       | Saudi Professional League | 4     | 0      | 0              | 0              | 1             | 0             | 5     | 0      |
| Al-Taawoun FC    | 1       | Saudi Professional League | 15    | 2      | 1              | 0              | –             | –             | 16    | 2      |
| Asz-Szabab Rijad | 1       | Saudi Professional League | 11    | 2      | 1              | 0              | –             | –             | 12    | 2      |
|                  | Łącznie | Łącznie                   | 30    | 4      | 2              | 0              | 1             | 0             | 33    | 4      |

### Reprezentacyjne
Na podstawie:
| Mecze w reprezentacji w Pucharze Azji 2023 | Mecze w reprezentacji w Pucharze Azji 2023 | Mecze w reprezentacji w Pucharze Azji 2023 | Mecze w reprezentacji w Pucharze Azji 2023 | Mecze w reprezentacji w Pucharze Azji 2023 | Mecze w reprezentacji w Pucharze Azji 2023 | Mecze w reprezentacji w Pucharze Azji 2023 | Mecze w reprezentacji w Pucharze Azji 2023 | Mecze w reprezentacji w Pucharze Azji 2023 |
| Lp.                                        | Data                                       | Miasto                                     | Przeciwnik                                 | Wynik                                      | Czas                                       | Gole                                       | Inne                                       | Faza rozgrywek                             |
| ------------------------------------------ | ------------------------------------------ | ------------------------------------------ | ------------------------------------------ | ------------------------------------------ | ------------------------------------------ | ------------------------------------------ | ------------------------------------------ | ------------------------------------------ |
| 1.                                         | 16.01.2024                                 | Doha                                       | Oman                                       | 2:1 (0:1)                                  | 63'–90'                                    |                                            |                                            | Faza grupowa                               |
| 2.                                         | 21.01.2024                                 | Ar-Rajjan                                  | Kirgistan                                  | 2:0 (1:0)                                  | 64'–90'                                    |                                            |                                            | Faza grupowa                               |
| 3.                                         | 25.01.2024                                 | Ar-Rajjan                                  | Tajlandia                                  | 0:0 (0:0)                                  | 1'–64'                                     |                                            |                                            | Faza grupowa                               |
| 4.                                         | 30.01.2024                                 | Ar-Rajjan                                  | Korea Południowa                           | 1:1 (k. 2:4)                               | 46'–120'                                   | 46'                                        |                                            | 1/8 finału                                 |

## Sukcesy
Na podstawie:

### Klubowe
Z Al-Hilal:
- Liga Mistrzów AFC 2021
- Mistrz Arabii Saudyjskiej 2021/22

### Reprezentacyjne
- Mistrz Azji U-23 2022